# Göteborgs kyrkliga stadsmission
Göteborgs Stadsmission är en politiskt obunden, ideell organisation som erbjuder akut hjälp och långsiktigt stöd för människor i hemlöshet, fattigdom och social utsatthet. Organisationen driver också verksamhet inom arbetsintegration samt vård- och omsorgssektorn i Göteborgsregionen. Stadsmissionen samverkar med andra idéburna aktörer inom välfärden, religiösa församlingar, företag, enskilda och offentlig sektor. Organisationen sysselsätter ett stort antal volontärer och driver ett flertal second hand-butiker. Göteborgs Stadsmission driver lunchrestaurangen Svinn där ca 95 procent av maten lagas på just svinn.
Göteborgs Stadsmission har omkring 500 anställda, varav cirka hälften är timanställda, och därtill 450 volontärer.
Organisationen erbjuder boenden med stöd av olika slag riktade till människor i hemlöshet med beroendeproblematik eller psykisk ohälsa. Organisationen driver skyddade boenden för våldsutsatta kvinnor och barn och boenden enligt metoden "Bostad först". Göteborgs Stadsmission erbjuder arbetsträning som är individanpassad inom kök, butik, lager med mera. Det socialtjänsten eller Arbetsförmedlingen som placerar personer i dessa insatser.
Därtill erbjuds flera stödinsatser dit hjälpbehövande själva kan söka sig: Mötesplatser, gruppaktiviteter, studiestöd, samtalsforum, långsiktiga insatser genom vägledning, enskilda samtal, språkstöd, julhjälp, gemenskap, matservering och möjligheter att få akut hjälp med mat och kläder.

## Historia

### 1950-tal
Göteborgs kyrkliga stadsmission start var 1952, då kyrkoherde Isaac Béen den 22 februari publicerade ett upprop i Göteborgs-Posten. Han hade sett och fått nog av allt elände som följde i alkoholmissbrukets spår och tyckte att det var dags att göra något åt saken. Han visste också det i andra stora europeiska städer fanns stadsmissioner som bedrev socialt hjälparbete. Den unge prästen Ebbe Hagard och diakonen Allan Hallén var två personer som fanns med i ett tidigt skede. Tillsammans med Isaac Béen grundade de Göteborgs kyrkliga stadsmission den 7 oktober 1952, och öppnade Stadsmissionens första ”Rådfrågningskontor och Klädförråd” på Köpmansgatan, i centrala Göteborg. Att söka upp de behövande och sedan starta verksamheter där behoven finns, har sedan dess varit ledstjärnan för Stadsmissionen.

### 1960- och 1970-tal
I det gamla Nordstan växte organisationen och byggde i huvudsak på volontärarbete. I takt med tiden anställdes personer med olika kompetenser på nyckelfunktioner såsom sjuksköterskor, rådgivare, lärare, administratörer med flera. 1965 bestod Stadsmissionens verksamhet av en kombinerad rådfrågningsbyrå och alkoholpoliklinik, ett natthärbärge och ett så kallat ”daghem för hem- och arbetslösa”. Samma år uppgick antalet anställda till 30 personer.
Det nya huset vid Stigbergsliden stod klart 1966. I slutet av 1960-talet och i början 1970-talet ökade professionaliseringen alltmer. Ett samarbete med socialförvaltningen fördjupades vad det gällde alkoholpolikliniken och avgiftningen.

### 1980- och 1990-tal
Under 80- och 90-talen ökade samarbetena med Göteborgs kommun och andra offentliga myndigheter. Alkoholpoliklinik och härbärgen kompletterades med terapiverksamhet, familjerådgivning, arbetsrehabilitering, äldreomsorg, flyktingmottagning och ungdomsverksamhet.
När verksamheten växte blev en ny- och tillbyggnation av fastigheten på Stigbergsliden nödvändig. Det tillbyggda huset stod färdigt 1988.
1996 införlivades S:t Johanneskyrkan med Stadsmissionen. I dag är kyrkan en stor mötesplats med eget café, stora samlingsrum för självhjälpsgrupper och med ett livligt gudstjänstliv.